# جائحة إنفلونزا

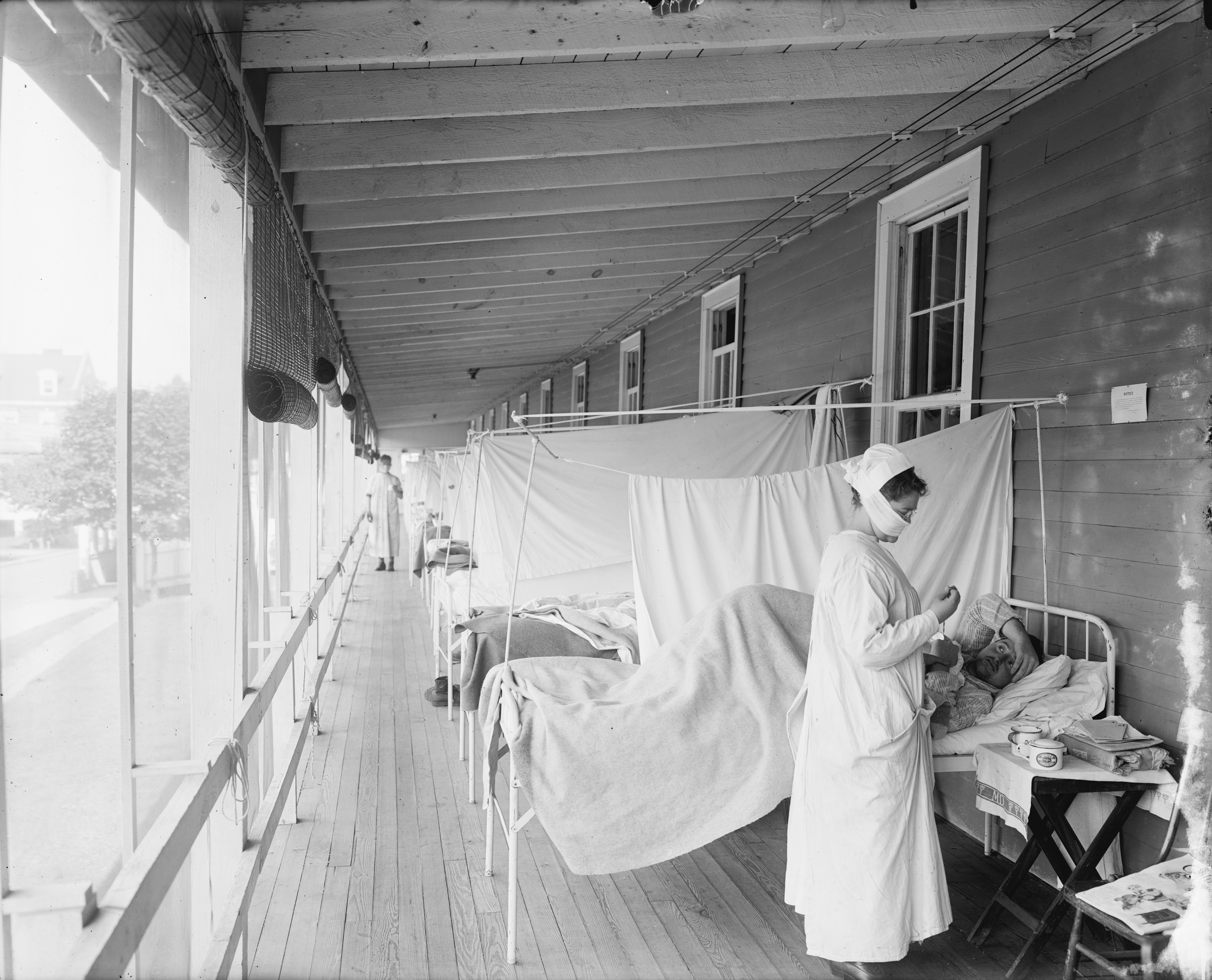
جناح إنفلونزا في مشفى والتر ريد، في واشنطن العاصمة، وذلك خلال وباء إنفلونزا 1918.

جائحة الإنفلونزا هي عبارة عن تفشي فيروس الإنفلونزا على النطاق العالمي مصيبًا نسبة عالية من التعداد السكاني البشري. وعلى النقيض من الأوبئة الموسمية، تحدث الجائحة عادة بشكل غير منتظم، مع العلم بأن الأنفلونزا الاسبانية عام 1918 تعد أشد جائحة مسجلة في التاريخ. لهذه الجائحات القدرة على التسبب بنسب عالية من الوفيات، مع العلم بأن الإنفلونزا الإسبانية آنفة الذكر تعد مسؤولة عن وفاة ما يقارب 50 إلى 100 مليون شخص. كان هنالك حوالي ثلاث جائحات للإنفلونزا في كل قرن، وذلك في الـ 300 سنة الأخيرة. تعد جائحة كوفيد-19 آخر هذه الجائحات وقوعًا.
يحدث انتشار جائحات الإنفلونزا عادة عندما تنتقل سلالة جديدة من فيروس الإنفلونزا من نوع من الكائنات الحية الغير بشرية إلى البشر. الكائنات المسؤولة عادة عن نقل سلالات جديدة إلى البشر هي: الخنازير، والدجاج، والبط. ولايوجد أي تأثير من مناعة الجسم على السلالات الجديدة ولذلك يمكنها الانتشار بسرعة عالية وإصابة عدد كبير من البشر. يمكن أن ينتقل فيروس إنفلونزا أ من الطيور البرية إلى أجناس حية أخرى مسببة انتشار بين الدواجن ويمكن ان تساهم في اصابة البشر. يعتقد أن سبب انتشار فيروس الإنفلونزا حول العالم يعود إلى هجرة الطيور البرية  أو نقلها حية لغرض التجارة بها، كما يمكن أن تنتشر بين البشر بسبب تنقلهم وأنماط سفرهم. 
وضعت منظمة الصحة العالمية تصنيف مكوّن من ست مراحل واصفًا الكيفية التي يتم بها انتقال فيروس الإنفلونزا من إصابات فردية إلى وباء عالمي. هذا الانتقال يبدأ غالبًا بإصابة الحيوانات بهذا الفيروس، مع وجود بعض الحالات التي تنتقل فيها العدوى من الحيوانات إلى البشر. وبعدها ينتقل إلى المرحلة التي يصيب فيها البشر بانتقاله من شخص إلى آخر مسببًا انتشارًا للفيروس  الجديد حول العالم. 
توجد سلالة من فيروس معين يمكن أن تسبب جائحة إنفلونزا في المستقبل. لهذه السلالة قدرة عالية على التسبب بالمرض. هذه السلالة هي إتش 5 إن 1، نوع فرعي من فيروس إنفلونزا أ. في 11 من شهر حزيران 2009، أعلنت منظمة الصحة العالمية أن سلالة جديدة من فيروس إنفلونزا الخنازير (H1N1) أصبحت تعد وباء عالمي (مرحلة رقم 6) بعد إثبات انتشارها في النصف الجنوبي من الكرة الأرضية. قالت منظمة الصحة العالمية في تحديت عالمي لها وذلك في 13 نوڤمبر 2009، «إنّه ومن الثامن من نوفمبر 2009، فإنه أكثر من (209) دولة حول العالم، بالإضافة إلى مجتمعات ومناطق عبر البحار، قد أبلغت عن (503536) حالة مثبتة مخبريًا من إنفلونزا H1N1 المنتشرة في العالم، وقدرت عدد الوفيات بـ (6250) حالة». 

## الإنفلونزا

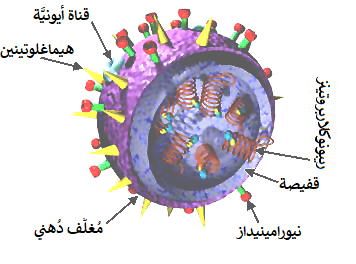
مجسّم لفيروس الإنفلونزا. بروتينات الراصة دموية (هيموجلوتينين) والنيورامينيديز تظهر على سطح الفيروس. الأحماض النووية الريبوزية ممثّلة باللفائف الحمراء داخل الفيروس ومرتبطة ببروتينات ريبوزية نووية.

الإنفلونزا هي عدوى يسببها فيروس حمض نووي ريبوزي، من عائلة الفيروسات المخاطية القويمة، تصيب الطيور والثدييات. عندما يصاب البشر بالفيروس، فإن أشهر الأعراض التي تظهر هي: ارتفاع درجة حرارة الجسم، والتهاب في الحلق، ألم عضلي، و صداع حاد، وسعال، وتوعك.    في الحالات الحرجة، يمكن أن تسبب الإنفلونزا التهابا رئويا (ذات الرئة)، والذي من الممكن أن يكون قاتلا خاصة عند الأطفال وكبار السن. رغم أن البعض يخلط بين الأنفلونزا والزكام، إلا أن الإنفلونزا مرض أكثر حدة وينشأ من أنواع أخرى من الفيروسات. على الرغم من أن من الممكن أن يصاب الشخص بالغثيان والاستفراغ، خاصة عند الأطفال ، إلا أن هذه الأعراض عادة يكون مسببها التهاب المعدة والامعاء أو ما يسمى  بإنفلونزا المعدة أو إنفلونزا الـ 24 ساعة. 
عادة، يتم نقل الأنفلونزا من الثدييات المصابة عن طريق الهواء من خلال السعال أو العطاس منتجة بما يسمى بالضبائب والتي تحتوي على الفيروس، ومن الطيور المصابة عن طريق البراز. يمكن للإنفلونزا أيضا أن تنتقل عن طريق اللعاب، المخاط، البراز والدم. يمكن للأفراد الأصحاء الإصابة بالعدوى إذا تنفسوا الضبوب الحامل للفيروسات بشكل مباشر، أو إذا لمسوا العينين أو الأنف أو الفم بعد لمس أي من سوائل الجسم المذكورة آنفا (أو الأسطح الملوثة بتلك السوائل). فيروسات الأنفلونزا يمكن أن تبقى معدية لمدة أسبوع واحد في درجة حرارة جسم الإنسان، وأكثر من 30 يوما في 0 °C (32 °F)، وإلى أجل غير مسمى في درجات حرارة منخفضة جدا (مثل البحيرات في شمال شرق سيبيريا).  معظم سلالات الأنفلونزا يمكن قتلها أو إبطال مفعولها بسهولة عن طريق المطهرات والمنظفات.  
الإنفلونزا تنتشر في جميع أنحاء العالم خلال الأوبئة الموسمية. وقعت ثلاث جوائح للإنفلونزا في القرن العشرين وقتلت عشرات الملايين من الناس، ونجمت الجوائح في كل الحالات الثلاث عن ظهور سلالة جديدة من الفيروس في البشر والذي انتقل إليهم من نوع آخر من الحيوانات. وعندما ظهرت سلالة إتش 5 إن 1 من الفيروس في آسيا أول مرة وقتلت الناس في التسعينات، هددت بظهور جائحة جديدة للإنفلونزا، فإن هذا الفيروس لا يتحور حتى ينتشر بسهولة بين البشر. 
غالبًا، يتم إعطاء التطعيمات ضد الإنفلونزا ا للأُناس الأكثر عرضة، وذلك في البلدان الصناعية ومزارع الدواجن. اللقاح البشري الأكثر شيوعًا هو لقاح الإنفلونزا ثلاثي التكافؤ، والذي يحتوي على مواد منقاة ومعطلة من ثلاث سلالات فيروسية. عادة ما يتضمن
هذا اللقاح مادة من نوعين فرعيين لـفيروس إنفلونزا أ، وسلالة واحدة من فيروس إنفلونزا ب.  إن اللقاحات المنتجة في عام واحد قد لا تكون فعّالة في العام الذي يليه، وذلك لأن فيروسات الإنفلونزا بطبيعتها تتغير بسرعة مع الوقت وبعض السلالات منها تصبح هي المهيمنة. ويمكن استخدام العقاقير المضادة للفيروسات خاصة مثبطات نورامينيداز.   

## المتغيرات والأنواع الفرعية من فيروس إنفلونزا أ
يتم التعرف على المتغيرات من فيروس إنفلونزا أ و تسميتها وفقًا للعزل وهم يتشابهون في نسبهم، وهم يصنفون وفقا للمضيف أو النوع الفرعي أو وفقا لقابليتهم للقتل. لذا، فإن إنفلونزا من فيروس مشابة للعزل أ\فوجيان\411\2002 (إتش 3 إن 2) يسمى بإنفلونزا فوجان أو إنفلونزا البشر، أو إنفلونزا إتش 3 إن 2. 

عدة أنواع لفيروس الإنفلونزا الذي اليصيب البشر. المربعات تمثّل وقت تطور سلالة نتيجة سبّبت جائحة تطول بطول الخط المنطلق من المربع. الخطوط المنقطة تمثّل سلالات غير مؤكّدَة.

بعض أنواع الإنفلونزا تسمى بحسب اسم المضيف الذي استوطنت أو تكيفت فيه السلالة، وهذه بعض الأمثلة:
- إنفلونزا الطيور
- إنفلونزا الإنسان أو النزلة الوافدة
- إنفلونزا الخنازير
- إنفلونزا الحصان
- إنفلونزا الكلاب

في بعض الأحيان تتم تسمية متغيرات إنفلونزا الطيور وفقا لقدرتها على القتل في الدواجن، وخاصةً الدجاج: 
- إنفلونزا طيرية منخفضة المرضية
- إنفلونزا طيرية مرتفعة المرضية أو الإنفلونزا القاتلة.

الأنواع الفرعية لانفلونز أ تسمى وفقا لرقم الـ (إتش) في الراصة دموية ورقم الـ (إن) في النيورامينيديز. وكل نوع فرعي قد يتحور إلى سلالات أخرى مسببا حالات مرضية مختلفة، البعض منها يصيب كائنات دون الأخرى. وأغلب السلالات المعروفة هي سلالات منقرضة. على سبيل المثال، لم تعد إنفلونزا إتش 3 إن 2 السنوية تصيب الإنسان كما كانت من قبل حين كانت تصيبه بإنفلونزا هونغ كونغ. 
فيروس الإنفلونزا أ هو فيروس حمض نووي ريبوزي سالبي، وذو شريط أحادي مجزأ. «هنالك 16 نوع مختلف من مولدات الضد للراصة الدموية (إتش 1 إلى إتش 16)، و9 أنواع أنواع مختلفة من مولدات الضد للنيورامينيديز (إن 1 إلى إن 9) لفيروس الإنفلونزا أ. حتى الوقت الحاضر، هنالك 15 نوع من الراصة الدموية قد تم التعرف عليها، ولكن مؤخرًا تم عزل نوعين جديدين: إتش 16، والذي تم عزله من النورس أسود الرأس بعدما اكتشف في السويد وهولندا في عام 1999 وتم ذكره في الدراسات المنشورة في عام 2005». «أما الآخر: إتش 17، والذي تم عزله من خفافيش الفاكهة بعدما اكتشف في غواتيمالا وتم ذكره في الدراسات المنشورة في عام 2013». 

## طبيعة جائحة الإنفلونزا
بعض الجوائح قد تكون نسبيا ليست بتلك الخطورة مثل الانفوانزا الآسيوية التي حصلت في 1957 وقد نجم عن ذلك 1-4 مليون من القتلى. وأخريات لديها مؤشر شدة الجوائح عالٍ، والتي من شأنها أن تنتج عن إجراءات أكثر شمولًا  من ناحية العزلة الاجتماعية. 
جائحة 1918 قتلت عشرات الملايين وأمرضت مئات الملايين، تسبب هذه الخسارة الكبيرة من البشر بثورات وأضرار نفسية للعديد من الأشخاص. في حين ذلك الوقت لم يكن هناك عدد كاف من الأطباء أو غرف المستشفيات، أو الإمدادات الطبية للناس فور تعرضهم للمرض. كانت الجثث تترك لعدم وجود من يدفنها أو يحرقها. وقد كان هنالك فوضى اجتماعية واحساس عارم بالذعر. لم تساعد الجهود المبذولة في الحد من المشكلة لأنانية البشر، وقلة الثقة بالغير، والنزعة الاجرامية، بالإضافة إلى الجهل. يأس الناس من وجود أي بصيص أمل. لم يكن أحد ليساعدهم أو يعتمدوا عليه.
في رسالة من أحد الأطباء في معسكر للجيش الأمريكي في عام 1918 قال: 
إنها فقط مسألة ساعات قليلة حتى قدوم موعد الموت... إنه أمرٌ فضيع! قد يستطيع الشخص تحمل رؤية موت واحد أو اثنان أو حتى عشرين رجلًا، ولكنني أرى هؤلاء الشياطين الضعاف يتساقطون كالذباب... ولقد كان هنالك ما معدله مئة حالة موت في اليوم!... كان الالتهاب الرئوي هو السبب الرئيسي لهذه الحالات... ولقد خسرنا عددا فظيعا من الأطباء والممرضات. نحتاج إلى قطارات متتخصصة لنقل الجثث. لعدة أيام، لم يكن هنالك أكفان وأصبحت الجثث متراكمة بعضها فوق بعض بشكل بشع...

### طبيعة الموجة
طبيعة جائحة الإنفلونزا تأتي على شكل موجات. في عامي 1889-1890 و1918-1919 أتت جوائح الأنفلونزا على ثلاث إلى أربع موجات بازدياد حالات الموت بعد كل موجة. ولكن في الموجة نفسها، فإن نسبة الوفاة في بداية الموجة أعلى منها في نهايتها. 

### وفيّات متغيّرة
يختلف عدد الوفيات بشكل كبير عند حدوث جائحة. في جائحة 1918:
في معسكرات الجيش الأمريكية كان هنالك احصائيات معتمدة. معدل وفاة الحالات المصابة بالفيروس، عادة تتجاوز 5٪ وفي بعض الحالات 10٪ . وعند الجيش البريطاني في الهند، بلغت نسبة الوفيات 9.6 % عند الجنود البيض و21.9٪ عن الجنود الهنود. في المجتمعات البشرية المعزولة، تمكن الفيروس من قتل نسب أعلى. في جزر فيجي قتلت 14٪ من التعداد السكاني كله في 16 يومًا. وفي لبرادور وألاسكا، قتلت على الاقل ثلث السكان الأصليين. 

## جوائح الإنفلونزا
| اسم الجــائحة                                | التاريخ             | الموتى             | معدل إماتة الحالة | النوع الفرعي المسبّب | مؤشر شدة الجوائح |
| -------------------------------------------- | ------------------- | ------------------ | ----------------- | ------------------- | ---------------- |
| الإنفلونزا الآسيوية أو الروسية               | 1889–1890           | 1 مليون            | 0.15%             | محتمل H3N8 أو H2N2  | غير متوفر        |
| وباء إنفلونزا 1918 (الإنفلونزا الأسبانية)    | 1918–1920           | 20 إلى 100 مليون   | 2%                | H1N1                | 5                |
| الإنفلونزا الآسيوية                          | 1957–1958           | 1 إلى 1.5 مليون    | 0.13%             | H2N2                | 2                |
| فيروس الإنفلونزا أ H3N2 (إنفلونزا هونغ كونغ) | 1968–196            | 0.75 إلى 1 مليون   | <0.1%             | H3N2                | 2                |
| الإنفلونزا الروسية                           | 1977–1978           | غير متوفر          | غير متوفر         | H1N1                | غير متوفر        |
| وباء إنفلونزا الخنازير 2009                  | 2009–2010           | 18,000 إلى 284,500 | 0.03%             | H1N1/09             | غير متوفر        |
| الإنفلونزا السنوية (الولايات المتحدة فقط)    | 1976-77 إلى 2006-07 | 3,000 إلى 46,000   | غير متوفر         | غير متوفر           | غير متوفر        |

### الإنفلونزا الأسبانية (1918–1919) - أُم الجوَائِح
صُنّفت الإنفلونزا الجائحة في عام 1918، ويشار إليها باسم الإنفلونزا الاسبانية، بجائحة إنفلونزا من فئة 5 (مؤشر شدة الجوائح)، وقد نتجت من فيروس غير مألوف وقاتل من نوع إتش 1 إن 1 من فيروس إنفلونزا أ. 

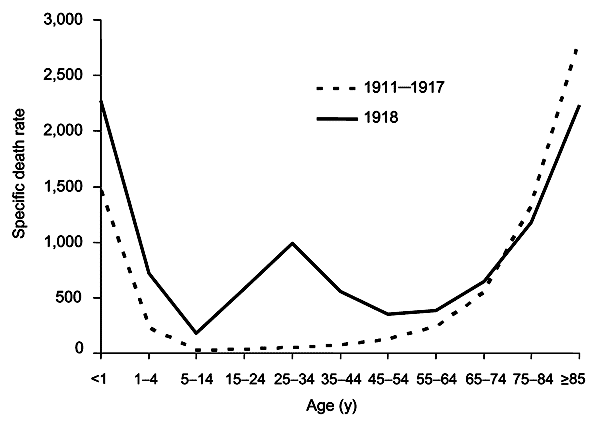
التوزيع العُمري في الولايات المتحدة لحالات الموت الناتجة عن وباء 1918 مقارنةً بما دونها من الأوبئة. معدلات الموت هي كما هو موضّح لكل 100000 شخص في كل فئة عمرية. الخط الغامق يمثل جائحة 1918، أما الخط المنقط فيمثّل الأوبئة في الولايات المتحدة خلال فترة 1911-1917.

استمرت جائحة الإنفلونزا الاسبانية من 1918 إلى 1920. وتقول التقديرات القديمة أنها قتلت 40-50 مليون نسمة ، في حين تقول التقديرات الحالية أن 50-100 مليون نسمة حول العالم لقوا مصرعهم. وقد وُصفت هذه الجائحة بأنها «أعظم محرقة طبية في التاريخ» وربما توازي الموت الأسود في عدد الناس الذين قتلتهم، على الرغم من أنه يقدر عدد من قتل بسبب الموت الأسود أكثر من خمس سكان العالم في ذلك الوقت. وكان سبب هذا العدد من القتلى هي النسبة العالية من العدوى (تصل إلى 50٪) وشدة الأعراض، ويشتبه في أن يكون سببه الالتهاب الحاد داخل الجسم. في الواقع، كانت الأعراض في عام 1918 غير عادية بحيث كانت الأنفلونزا في البداية تُشخّص خطأ على أنها حمى الضنك أو الكوليرا أو الحُمَّى التِّيْفِيَّة اللَّامِعَوِية. كتب أحد المراقبين «أحد من أكثر المضاعفات المفزعة هي النزف من الأغشية المخاطية، وخاصة من الأنف والمعدة والأمعاء، بالإضافة إلى نزيف من الأذنين وحبرات دموية صغيرة في الجلد». كانت الغالبية العظمى من الوفيات ناجمة عن ذات الرئة البكتيري، عدوى ثانوية ناجمة عن الأنفلونزا، كما أن الفيروس كان يقتل الناس مباشرة مما تسبب في نزف واسع النطاق واستسقاء الرئة. 
كانت جائحة الإنفلونزا الاسبانية عالمية بحق، حيث انتشرت إلى القطب الشمالي وجزر المحيط الهادئ النائية. قتل هذا المرض الشديد ما بين 2 و20٪ من المصابين، على عكس النسب المعتادة للإنفلونزا التي تصل إلى نسبة 0.1٪. وهنالك سمة أخرى غير عادية لهذه الجائحة وهي أن معظم القتلى كانوا في عمر الشباب، 99٪ من وفيات الأنفلونزا الجائحة كانت في من هم دون الـ 65، وأكثر من نصفهم كانوا من الشباب البالغين 20 و40 سنة. هذا أمر غير مألوف في الإنفلونزا التي عادة تكون الأكثر فتكا لصغار السن (تحت سن 2) والطاعنين في السن (فوق سن 70). مجموع الوفيات جراء هذه الجائحة في عام 1918-1919 غير معروف، ولكن يقدر أن حوالي 1٪ من سكان العالم قد قتلوا. ما يصل إلى 25 مليون شخصا قد قتلوا في الـ 25 أسبوعا الأولى من الجائحة؛ في المقابل، فقد قتل فيروس نقص المناعة البشرية / الإيدز 25 مليون نسمة في الـ 25 سنة الأولى! 

### الإنفلونزا الآسيوية (1957–1958)
كانت تعد جائحة الإنفلونزا الاسيوية من فئة 2 (مؤشر شدة الجوائح). نشأت هذه الإنفلونزا الطيرية في الصين في أوائل 1956 واستمرت حتى 1958. نشأت الانفلوانزا من طفرة جينية في البط البري بسبب الجمع بينها وبين سلالة بشرية موجودة من قبل. وقد تم تحديد الفيروس لأول مرة في قويتشو، وهي منطقة في جمهورية الصين الشعبية. انتشر بعد ذلك حتى وصل اإى سنغافورة في فبراير 1957، ثم وصلت العدوى هونغ كونغ بحلول شهر إبريل، والولايات المتحدة بحلول شهر يونيو. وكان عدد القتلى في الولايات المتحدة حوالي 69800. وكان كبار السن معرضين للخطر بشكل خاص. تقديرات الوفيات في أنحاء العالم تختلف على نطاق واسع حسب المصدر، كانت تتراوح بين 1- مليون. 

### إنفلونزا هونغ كونغ (1968–1969)
كانت تعد جانحة إنفلونزا هونغ كونغ من الفئة 2 (مؤشر شدة الجوائح) التي تسببها سلالة (إتش 3 إن 2) المتحورة من سلالة (إتش 2 إن 2) نتيجة طفرة جينية. قتلت هذه الجائحة لعام 1968 و1969 ما يقدر بنحو مليون شخص في جميع أنحاء العالم. كان أكبر معدلات الوفاة لمن أعمارهم أكبر من 65 سنة. وفي الولايات المتحدة، كان هناك حوالي 33800 حالة وفاة. 

### الإنفلونزا الرّوسية (1977–1978)
في عام 1977، ظهرت سلالة من (إتش 1 إن 1). وكانت جائحة «حميدة»، تؤثر في المقام الأول على الأشخاص الذين ولدوا بعد عام 1950، لأن الجيل القديم لديه مناعة وقائية ناتجة عن تعرض سابق لعدوى من سلالات (إتش 1 إن 1). ولقد كان هذا الفيروس شبيها بالأنواع السابقة له. أدرج لقاح لهذا الفيروس في 1978-1979.

### جائحة إنفلونزا إتش 1 إن 09/1 (2009–2010)
انتشر وباء شبيه بالانفلوانزا غير معروف السبب في المكسيك في مارس وأبريل 2009. في 24 إبريل 2009، بعد عزل 7 مرضى مصابين في جنوب غرب الولايات المتحدة. في 24 أبريل 2009. بعد عزل 7 مرضى في جنوب شرقي الولايات المتحدة الأمريكية، أصدرت منظمة الصحة العالمية بيانا عن تسجيل مرضا شبيه بالانفلوانزا في المكسيك وتم تسجيل 20 حالة في أمريكا. وفي اليوم التالي تم تسجيل زيادة في عدد الحالات كالاتي: 40 حالة في أمريكا و26 في المكسيك و6 في كندا وحالة واحدة فقط في اسبانيا. المرض انتشر بسرعة خلال بقية الربيع وبحلول 3 مايو كان مجموع الحالات المثبتة 787 في جميع انحاء العالم. في 11 يونيو من عام 2009, اندلع فيروس إتش 1 إن 1/أ، ويشار إليه بـ «إنفلونزا الخنازير» وأٌعلن رسميًا من قبل منظمة الصحة العالمية أنها الجائحة الأولى في القرن الـ 21، وتم تحديد سلالة جديدة من النوع الفرعي إتش 1 إن 1 لـفيروس الإنفلونزا أ في إبريل 2009. ويُعتقد أن الفيروس ناتج من تحور أربع سلالات في هذا النوع الفرعي لـفيروس إنفلونزا أ: الأول متوطن في البشر والثاني في الطيور، اما الثالث والرابع كانت متوطنة في الخنازير. وكان الانتشار السريع لهذا الفيروس الجديد بسبب نقص عام في مناعة الأجسام المضادة في البشر. 
في الأول من نوفمبر 2009، ذكرت منظمة الصحة العالمية في تحديثٍ عالميٍ لها «إنّه  أكثر من (199) دولة حول العالم، بالإضافة إلى مجتمعات ومناطق عبر البحار، قد أبلغت عن (482300) حالة مثبتة مخبريًا من إنفلونزا H1N1 المنتشرة في العالم، وقدرت عدد الوفيات بـ (6071) حالة».  وفي نهاية الجائحة، تم تاكيد 18000 حالة وفاة. وبسبب عدم كفاية المراقبة وعدم وجود الرعاية الصحية في العديد من البلدان، كان الإجمالي الفعلي من الحالات والوفيات على الأرجح أعلى بكثير مما ذكر. والخبراء، بما في ذلك منظمة الصحة العالمية، أقروا على أن ما يقدر بـ 284500 شخصا لقوا مصرعهم من هذا المرض، حوالي 15 ضعف من عدد الوفيات الأولي. 

## أنواع فرعيّة أخرى قد تهدّد بجائحة إنفلونزا
فيروس الإنفلونزا أ إتش 1 إن 1، فيروس الإنفلونزا أ إتش 1 إن 2، بالإضافة إلى فيروس الإنفلونزا إتش 3 إن 2 هي الأنواع الفرعية المعروفة لإنفلونزا أ والتي تصيب البشر بالعدوى.
العوامل الجينية التي تفرق بين فيروسات الـنزلة وافدة وفيروسات الإنفلونزا الطيريّة هي:
 
بروتين PB2: وهو عبارة عن بوليميراز الحمض النووي الريبوزي. إن ترتيب الأحماض الأمينية المكونة لهذا البروتين تختلف من فيروس لآخر. حتى ظهور فيروس إتش 5 إن 1، فإن كل الفيروسات الطيرية المعروفة تحتوي على حمض الجلوتاميك (وهو حمض أميني) في الترتيب الـ 627 في بروتين PB2، بينما تحتوي الفيروسات التي تسبب الإنفلونزا للبشر على لايسين (حمض أميني) في هذا الترتيب.
وفقًا إلى باحثين في تايوان قاموا بتحليل جينات أكثر من 400 فيروس إنفلونزا أ، فإن هنالك حوالي 52 تغيرات جينية تفرّق الفيروسات الطيرية عن الفيروسات التي تصيب البشر بالإنفلونزا. كم عدد الطفرات الجينية التي تجعل الفيروسات الطيرية قادرة على أن تؤذي البشر؟، أو كم عدد الطفرات الجينية التي تجعل سلالة فيروس الإنفلونزا قادرة على الاجتياح؟، هي كلها أسئلة من الصعب الإجابة عليها.  نتائج الأبحاث الجينية أثبتت أن فيروس جائحة 1918 هو أقرب ما يكون إلى الفيروسات الطيرية مقارنة بغيرها من الفيروسات التي تصيب البشر.
الفيروس الطيري إتش 5 إن 1 لديه قدرة عالية على الإمراض، حيث أنه يقتل 50% من البشر الذين يصابون به. في حالة معينة، عاني طفل أصيب به من إسهال تبعته غيبوبة دون ظهور أعراض تنفسية أو شبيهة بالإنفلونزا!
الأنواع الفرعية لفيروس إنفلونزا أ، والمعروفة بإصابتها للبشر؛ مرتبةً بحسب أعداد القتلى أثناء اجتياحها:
- H1N1 سبّبت الإنفلونزا الإسبانية ووباء إنفلونزا الخنازير 2009
- H2N2 سبّبت الإنفلونزا الآسيوية
- H3N2 سبّبت إنفلونزا هونغ كونغ
- H5N1 وهي إنفلونزا متوطّنة بالطيور
- H7N7 ولديها قدرة غير عادية فيما يتعلق بالانتقال من الحيوان إلى الإنسان
- H1N2 وهي مستوطنة حاليّا في البشر والخنازير
- H9N2, H7N2, H7N3,H10N7

إتش1 إن 1
حاليًا، يستوطن هذا النوع في البشر والخنازير. متغيّر من هذا النوع كان المسبب لجائحة الإنفلونزا الإسبانية (أم الجوائح) والتي قتلت 50 إلى 100 مليون نسمة حول العالم، وذلك خلال سنة فقط (1918-1919). ظهر جدال بعد نشر المعلومات الوراثية (مجموع مورثي) في مجلة ساينس. هنالك تخوف كبير من أن هذه المعلومات قد تستغل في الإرهاب البيولوجي.
عندما قارن الدكتور تاوبينبيرجير فيروس 1918 بفيروسات الإنفلونزا الحالية، وجد طفرات في 25-30 حمض أميني فقط. هذه التغيرات حوّلت فيروس طيري إلى فيروس قاتل لديه القدرة على الانتشار من شخص إلى آخر.
في متوسط شهر إبريل 2009، متغيّر من إتش 1 إن 1 ظهر في المكسيك. بحلول 26 إبريل، انتشر هذا المتغير على نطاق واسع، حيث وجدت حالات في كندا، الولايات المتحدة، نيوزيلاندا، المملكة المتحدة، فرنسا، إسبانيا والكيان الصهيوني. في 29 إبريل، رفعت منظمة الصحة العالمية مرحلة الجائحة إلى المرحلة الخامسة (انظر "المراحل" أدناه). وفي 11 يونيو 2009، رفعت منظمة الصحة العالمية مرحلة الجائحة إلى المرحلة السادسة، ويعني ذلك أن إنفلونزا (إتش 1 إن 1) الخنازير أصبحت تعد جائحة، حيث تم الإبلاغ عن حوالي 30000 حالة عالميًا. في 8 نوفمبر 2009، صرّحت منظمة الصحة العالمية بـ "" أنّ أكثر من (209) دولة حول العالم، بالإضافة إلى مجتمعات ومناطق عبر البحار، قد أبلغت عن (503536) حالة مثبتة مخبريًا من إنفلونزا H1N1 المنتشرة في العالم، وقدرت عدد الوفيات بـ (6250) حالة".
- صورة مجهرية أخرى لـفيروس إتش 1 إن 1
إتش 2 إن 2
نجمت جائحة الإنفلونزا الآسيوية عن الفيروس الطيري إتش 2 إن 2، والذي ظهر في الصين وانتشر حول العالم عام 1957. وفي نفس السنة، تم تطوير لقاح الإنفلونزا. استمرت الجائحة حتى عام 1958 وتسبّبت في قتل ما بين 1-4 ملايين شخص.
إتش 3 إن 2
يستوطِن هذا النوع حاليًا في البشر والخنازير على حدٍّ سواء. وهي متطوّرة من إتش 2 إن 2 بواسطة زيحان مستضدي، وسبّبت جائحة هونغ كونغ والتي تسبّبت في وفاة مايقارب 7500000 شخصًا في عاميّ 1968 و1969. إحدى متغيرات إنفلونزا إتش 3 إن 2 أ، ذات البدايةٍ المبكّرة، تصدّرت عناوين الإعلام عندما راح ضحيّتها العديد من الأطفال في الولايات المتحدة الأمريكيّة عام 2003. 
السلالة المهيمنة في الإنفلونزا الموسمية في يناير 2006 هي إتش 3 إن 2. مقاومة هذه الفيروسات للعقاقير المضادّة: أمينتادين وريمانتادين زادت من 1% في 1994 إلى 12% في 2003 وإلى 91% في 2005.
استوطنت فيروسات إتش 3 إن 2 المعاصرة  في الخنازير جنوب الصين وبإمكانها أن تعيد تشكيل حيناتها خلال تفاعلها مع فيروس إتش 5 إن 1 الطيري داخل هذه الحيوانات.
إتش 7 إن 7
لهذا الفيروس قدرة غير عادية فيما يتعلق بالانتقال من الحيوان إلى الإنسان. في 2013 في هولندا، أصيب 89 شخص بعدوى فيروس إنفلونزا إتش 7 إن 7، وتبع ذلك تفشّي الفيروس في الدواجن في عدّة مزارع، ولم تُسجّل إلّا حالة وفاة واحدة.
إتش 1 إن 2
يستوطِن هذا النوع حاليًا في البشر والخنازير على حدٍّ سواء. ويبدو أن هذه السلالة الجديدة نتجت عن إعادة تشكيل جينات الأنواع الفرعيّة إتش 1 إن 1 وإتش 3 إن 2 المنتشرَين حاليًّا.
يوجد تشابه بين الـراصة الدموية في فيروس إتش 1 إن 2 مع نظيره في الفيروسات المنتشرة حاليّا، إتش 1 إن 1. أمّا بروتين النيورامينيديز في فيروس إتش 1 إن 2، فهو يشابه نظيره في فيروسات إتش 3 إن 2 الحاليّة.  

## الاستراتيجيات المتّبعة لمنع حدوث جائحة إنفلونزا
هذا الجزء يحتوي على الاستراتيجيات المتّخذة من قِبَل  المجلس الأمريكي للعلاقات الخارجية لمنع أي جائحة للإنفلونزا. 
إذا دامت العدوى وانتشرت بين الحيوانات وكان انتقال العدوى إلى الإنسان محدود فهذا لا يعني كونها جائحة، ولكن الاحتياطات وتوخي الحذر مطلوب؛ لأنها تبقى مهدِّدة. لمنع تطور الوضع إلى جائحة، قد وضعت استراتيجيات قصيرة المدى وهي كالاتي: 
- إعدام وتطعيم الماشية.
- تطعيم الفئة العاملة في مزارع الدواجن.
- الحد من السفر إلى المناطق التي تفشى فيها الفيروس [63]

المنطق وراء تطعيم الفئة العاملة مع الدواجن هي تقليل احتمالية اندماج أو ارتباط الإنفلونزا العادية مع إنفلونزا الطيور إتش 5 إن 1 مما قد يؤدي إلى سلالة جائحة. فُعّلت الاستراتيجيات بعيدة المدى للمناطق التي يستوطن فيها فيروس إتش 5 إن 1 في الطيور البرية  وقد شملت الآتي:
- تغيير الممارسات المحلية للمزارع ورفع نسبة الوقاية والنظافة، وتقليل التواصل بين قطيع الماشية مع الطيور البرية.
- تغيير ممارسة المزارعين في المناطق التي تعيش فيها الحيوانات الذين يعيشون بالقرب من الأحياء السكنية، وتغيير مماراسات بعض الأسواق التي تباع فيها الحيوانات وهي حيّة أو تُذبح في الهواء الطلق. بعض التحديات التي تواجه تطبيق هذه ألا وهي انتشار الفقر في المناطق الريفية إلى جانب الاعتماد على تربية الحيوانات لأغراض الزراعة كمورد أساسي لكسب الرزق دون اتخاذ تدابير لمنع انتشار المرض.
- تبديل عادات التسوق المعتادة من شراء الطيور الحية إلى شراء الطيور المذبوحة أو المعبأة مسبقًا.
- تحسين سعر اللقاحات البيطرية وتوفرها.[63]

## الاستراتيجيات المتّبعة لإبطاء حدوث جائحة إنفلونزا

### تدابير الاستجابة المجتمعية
الطرق المعروفة المتبعة للحد من انتشار جائحة الإنفلونزا مرتبطة أساسا بالسلوك. لفعل ذلك، يتطلب الأمر إستراتيجية اتصال جيدة بين المجتمع والقدرة على تتبع مخاوف المجتمع العامة، وسلوكياتهم تجاه المرض. مثال على ذلك، استبيان هاتفي عن الإنفلونزا، والذي تم تفعيله من قبل وزارة الصحة البريطانية، على شكل أسئله يستفاد منها في الدراسات الاستقصائية الوطنية.
- التباعد الاجتماعي: تقليل السفر، العمل عن بعد أو في المدارس المغلقة، وهذا سوف يقلل من نسبه انتشار الفيروس. تقليل تمضيه أوقات الفراغ في الأماكن المزدحمة بقدر الإمكان. وإبقاء مسافه مأمونة بين الأشخاص الذين ظهرت عليهم أعراض الإنفلونزا أو الأعراض الشبيهة بالإنفلونزا مثل السعال والعطاس.
- صحة الجهاز التنفسي: توصية الناس بتغطية الأنف والفم أثناء السعال والعطاس. في حالة استخدام المناديل، تأكد من التخلص منها بعناية ومن ثم تنظيف يديك بعد ذلك على الفور. إذا لم يكن لديك مناديل عند السعال أوالعطاس، يوصى بتغطية الفم والأنف إلى أقصى حد ممكن باستخدام مرفق الذراع وليس اليدين.
- غسل اليدين: غسل اليدين المتكرر بالماء والصابون (أو باستخدام المطهر) مهم جدًا، خصوصا بعد السعال أو العطاس، وبعد أي اتصال مباشر مع أشخاص آخرين أو مع الأسطح التي قد تكون ملوثة (مثل الدرابزين، والأواني المشتركة، الخ).
- أنواع أخرى من النظافة: تجنب لمس عينيك أو أنفك وفمك إلى أقصى حد ممكن.
- الأقنعة: ولا قناع يمكنه أن يوفر حاجزا مثاليًا ضد العدوى، ولكن المنتجات التي تلبي أو تتجاوز معايير N95 في المعهد الوطني للسلامة والصحة المهنية والتي أوصت بها منظمة الصحة العالمية يُعتقد أنها توفر حماية جيدة. توصي منظمة الصحة العالمية العاملين في الرعاية الصحية بارتداء أقنعة N95 (التي تساعد في حمايتهم من الفيروسات المحمولة جوًا) والمرضى بارتداء أقنعة جراحية (التي قد تمنع إفرازات الجهاز التنفسي لدى المريض من أن تصبح محمولة جوا).[65] إحدى فوائد الأقنعة هي تذكير مرتدي القناع بعدم لمس الوجه. هذا يمكن أن يقلل من العدوى بسبب الاتصال مع الأسطح الملوثة، وخاصة في الأماكن العامة المزدحمة حيث ينتشر السعال أو العطاس بين الناس. الأقنعة بحد ذاتها يمكن أن تتلوث ويجب التعامل معها على أنها نفايات طبية عند إزالتها.
- الإبلاغ عن المخاطر: تشجيع الجمهور على الامتثال لاستراتيجيات الحد من انتشار المرض، «لا تغالي الاتصالات بشأن التدخلات المجتمعية الممكنة [مثل اشتراط أن يبقى المرضى في المنزل عوضًا عن هذا للعمل، وإغلاق المدارس] لجائحة الأنفلونزا التي تتدفق من الحكومة الاتحادية للمجتمعات ومن قادة المجتمع للجمهور في مستوى الثقة أو اليقين في فعالية هذه التدابير». [66]

 وقد نشر معهد الطب عددًا من التقارير والملخصات من ورش العمل حول قضايا السياسة العامة المتعلقة بجوائح الأنفلونزا. تم نشر التجربة المستفادة في التصدي لجانحة إنفلونزا 2009 في المملكة المتحدة في: Health Technology Assessment, volume 14, issue 34. 

### العقاقير المضادة للفيروسات
هنالك مجموعتين من الأدوية المضادة للفيروسات المتاحة لعلاج والوقاية من الانزيم المثبط للنورامينيداز مثل زاناميفير وأوسيلتاميفير. وايضا الأدمنتان مثل الأمانتان والريمانتادين. ونظرًا لارتفاع نسبة الآثار الجانبية ومخاطر المقاومة المضادة للفيروسات فإن استخدام الادمانتان لمكافحة الإنفلونزا تعتبر محدودة. 
العديد من الدول فضلا عن منظة الصحة العالمية يعملون على تخزين الأدوية المضادة للفيروسات استعادا لمواجهة وباء محتمل. يعتبر دواء أوسيلتاميفير الأكثر طلبًا عادة، لانه متاح على شكل أقراص. وايضا يستخدم زاناميفير بشكل واسع ولكنه على شكل استنشاق، وايضا يعتبر اقل فعالًا ضد الإنفلونزا المنتشرة في الاوبئة. 
هنالك دوائين التاميفلو والريلينزا فيها نقص في الإنتاج وقدرات الإنتاج تقتصر على المدى المتوسط. ويقول بعض الأطباء أن مساعدة إدارة الإنتاج لدواء التاميفلو قد يضاعف من إنتاجه.
هنالك أيضا امكانية بأن تقوم الفيروسات بتطوير مقاومة ضد الأدوية. بعض المرضى المصابين بفيروس إنفلونزا الطيور تمت معالجتهم بدواء الاوسليتاميفير وقام الفيروس بالمقاومة ضد الدواء في بعض المرضى الآخرين.
تم اكتشاف عقار تاميفلو في الأصل من قبل غيلياد ساينسز ومرخصة لشركة روش التنمية لوقت متأخر من مراحل التسويق والتطوير.

### اللقاحات
اللقاح لهذا المرض لم يكن في بداية المرحلة متوفرًا للسكان المصابين. لأنه لا يمكن تطوير لقاح للحماية ضد فيروس لا وجود له. فيروس إنفلونزا الطيور اتش 5 ان 1 له القدرة على التحور لسلالة تكون وبائية، وهكذا تعمل أنواع اخر من فيروسات النزلة الوافدة. عندما يتم التعرف على فيروس ويتم الموافقة على اللقاح ، فإنه عادة يأخذ 5-6 أشهر قبل أن يصبح اللقاح متاحًا. 
القدرة على إنتاج لقاحات تختلف من دولة إلى أخرى. وفي الحقيقة وحسب منظمة الصحة العالمية يوجد 19 دولة فقط تعتبر «مصنعه للقاحات النزلة الوافدة». وتشير التوقعات إلى انه في أفضل الحالات يمكن أن يتم إنتاج 750 مليون جرعة من اللقاحات سنويا، في حين انه من المرجح أن كل فرد يحتاج إلى جرعتين من اللقاح لتصل المناعة إلى الكفاءة. توزيع اللقاحات إلى داخل بعض الدول تعتبر اشكالية. ومع ذلك عدد من الدول لديها خطط جيدة لإنتاج كمية كبيرة من اللقاحات. مثال على ذلك السلطات الصحية الكندية والتي صرحت ان لديهم المقدرة على إنتاج 32 مليون جرعة خلال 4 شهور، وهذه الكمية تعتبر كمية كافية لتطعيم كل السكان في البلاد. 
هنالك قلق آخر وهو الدول التي لا تصنع اللقاحات بأنفسها ويشمل الدول المحتمل أن يكون فيها هذه السلالة الوبائية والتي تعتبر قادرة على شراء اللقاح لحماية سكانها. ليس المشكلة في تكلفة اللقاحات وحدها ، المشكلة انه الدول القادرة على صناعة اللقاحات ستحتفظ باللقاحات لحماية شعوبها ولن تقوم ببعيها على دول أخرى حتى يتم التأكد من حماية جميع سكانها. مثلا دولة اندونيسيا رفضلت ان تشارك بعينات من سلالات فيروس إنفلونزا الطيور الذي قد اصاب وقتل عدد من سكانها حتى يتلقون ضمانات وتأكيدات بأنهم سوف يحصلون على اللقاحات المنتجة ، لكن حتى الآن لم يحصلوا على هذه التأكيدات والضمانات. ومع ذلك، في سبتمبر 2009 وافقت كل من الولايات المتحدة الأمريكية وفرنسا لمنح 10 في المئة من إنتاجهم للقاحات إنفلونزا الخنازير لدول أخرى من خلال منظمة الصحة العالمية. 
 هنالك نوعان من المشاكل الفنية الخطيرة المرتبطة بتطوير لقاح ضد إنفلونزا الطيور: المشكلة الأولى أن لقاحات الإنفلونزا الموسمية تتطب حقنة واحدة مقدارها 15 ميكروغرام من مادة الراصة الدموية من أجل توفير الحماية، المادة المتواجدة في لقاح إنفلونزا الطيور تعمل وتثير فقط الاستجابة المناعة الضعيفة ، ووجد في تجربة في المراكز الكبرى أن حقنتين مقدارها 90 ميكروجرام من لقاح إنفلونزا الطيور تعطى خلال 28 يوم تعطي الحماية فقط إلى 54% من الناس. حتى إذا اعتبرنا أن حماية 54% من الناس مستوى مقبول، العالم حاليًا قادر على إنتاج 900 مليون جرعة فقط بقوة 15 ميكروغرام (على افتراض ان كل الإنتاج يتم تحويله إلى لقاحات مصنعة). إذا كانت الاحتياج إلى جرعتين من لقاح إنفلونزا الطيور بمقدار 90 ميكروغرام فان القدرة تنخفض إلى 70 مليون فقط. هناك حاجة ماسة إلى المحاولة لتجربة استخدام مواد مساعدة مثل مادة الشب ومادة AS04 وAS03 وMF59 لخفض جرعة اللقاح في الاستخدام للمرة الواحدة. المشكلة الثانية أن هناك نوعين من أطوار تداول الفيروس ، الطور الأول وهو طور من الفيروسات في الأصل معزول في فيتنام أما الطور الثاني فهو طور من الفيروس معزول في اندونيسيا. معظم الأبحاث على هذه الأطوار ركزت على الطور الأول من الفيروسات أما الطور الثاني فهو مستضد مميز والطور الأول ربما لا يحمى من تفشي الطور الثاني من الفيروسات.
منذ 2009, معظم الجهود لتطوير اللقاح ركزت على تفشي فيروس انلفلونزا الطيور. حتى شهر يوليو 2009, تم الانتهاء من أكثر من 70 من التجارب السريرية أو لا زالت جارية على لقاحات الإنفلونزا الجائحة. وفي سبتمبر 2009 , وافقت إدارة الغذاء والدواء الأمريكية على أربعة لقاحات ضد فيروس إنفلونزا الطيور وتوقت أنه سيتم توفرها في غضون الأشهر القادمة. 

## المراحل
وضعت منظمة الصحة الصحة العالمية خطة تأهب لمواجهة الإنفلونزا العالمية وهدفها الحد من مراحل الوباء وتحدد أدوار منظمة الصحة العالمية وتقدم التوصيات لاتخاذ تدابير وطنية قبل وأثناء الجائحة. 
 في تنقيح ومراجعة أوصاف المراحل في عام 2009, احتفظت منظمة الصحة العالمية باستخدام طريقة الستة مراحل من أجل الدمج السهل بين التوصيات والنهج الجديد مع خطط التأهب والاستجابة الوطنية الموجودة. وتم مراجعة وتنقيح هذا الوصف والتجميع للمراحل الجائحة لجعلها أسهل للفهم وأكثر دقة وعلى أساس الظواهر الملحوظة. المرحلة 1 إلى 3 ترتبط مع الاستعداد بما في ذلك تنمية القدرات وانشطة التخطيط لذلك، في حين أن المراحل 4-6 تشير بوضوح إلى الحاجة إلى جهود الاستجابة والتخفيف من آثار الإنفلونزا. بالإضافة إلى لك وضعت فترات بعد أول موجة للوباء لتسهيل العملية التي تلي ما بعد الوباء.  
المراحل معرفة بالأسفل.
 في الطبيعة فيروسات الأنفلونزا تدور باستمرار بين الحيوانات، خاصة الطيور. وعلى الرغم من أن هذه الفيروسات قد تتطور نظريا إلى فيروسات وبائية، في المرحلة الأولى لم ترد أي تقارير تشير إلى أن الفيروسات المنتشرى بين الحيوانات أنها قد تسبب العدوى بينن البشر. 
في المرحلة الثانية، يعرف بأن أحد فيروسات الإنفلونزا الحيوانية يدور بين الحيوانات الداجنة أو البرية مما قد يسبب عدوى بين البشر ، ولهذا تعتبر تهديدًا وبائيا محتمل. 
في المرحلة الثالثة، فيروس انلفونزا حيوانية أو حيوانية انسانية معاد تصنيفها تسبب حالات متفرقة أو مجموعات صغيرة من المرض في الناس، ولكن لم ينتج في هذه المرحلة انتقال للفيروس بين البشر ليسبب تفشي الفيروس في المجتمع المحلي. لكن أيضا في هذه المرحلة قد يحدث انتقال للفيروس من انسان إلى اخر في بعض الظروف ، على سبيل المثال عندما يكون هنالك اتصال وثيق بين الشخص المصاب وبين مقدم العاية غير المحمي حماية كافية. ومع ذلك، الانتقال المحدود الذي قد يحصل هذه المرحلة لا يشير إلى أن الفيروس قد اكتسب مستوى للانتقال بين البشر من الممكن أن يسبب وباء. 
المرحلة الرابعة، تتميز بانه هنالك تحقق من انتقال الفيروس من انسان إلى اخر قادم من حيوان اخر والتي لها المقدرة على أن تسبب «تفشي على المستوى المجتمعي» القدرة على تفشي الفيروس والمرض بشكل مستمر في المجتمع تمثل صعود كبير نحو التحول إلى خطر حدوث وباء. في هذه المرحلة أي بلد يشك أو يتحقق من وجود حدث مؤكد بالإصابة بالفيروس يجب عليه بشكل عاجل أن يتشاور مع منظمة الصحة العالمية لانه خلاله يمكن تقييم الحالة بشكل مشترك واتخاذ قرار من قبل البلد المتضرر إذا ما امكن تنفيذ عملية احتواء سريعة للوباء. المرحلة الرابعة تشير إلى وجود زيادة كبيرة في مخاطر حدوث وباء ولكنه لا يعني بالضرورة أن الوباء أمر مفروغ منه. 
 تتميز المرحلة الخامسة بانتشار الفيروس من انسان إلى آخر في دولتين على الأقل في منطقة واحدة لمنظمة الصحة العالمية، بينما لن تتأثر معظم البلدان في هذه المرحلة. وإعلان المرحلة الخامسة هو إشارة قوية على أن هنالك وباء وشيكا وأن الوقت لوضع اللمسات الأخير على الترتيبات والاتصالات وتنفيذ التدابير التخفيف المخططة لها أصبح قصير. 
 تتميز المرحلة السادسة وهي مرحلة الوباء أن التفشي للمرض أصبح على مستوى المجتمع المحلي في بلد واحد آخر على الأقل في إقليم مختلف من أقاليم منظمة الصحة العالمية بالإضافة إلى المعايير المحددة في المرحلة الخامسة. تسمية هذه المرحلة سوف تشير إلى وباء عالمي جاري. 
خلال فترة ما بعد الذروة تنخفض مستويات المرض الوبائية في معظم الدول التي قامت بمراقبة واحترازات كافية. بعد فترة الذروة عادة يتم تناقص نشاط الوباء ومع ذلك فانه من غير المؤكد ان موجات وبائية اضافية قد تحدث ، وسوف تحتاج الدول إلى أن تكون مستعدة لمواجهة موجة ثانية. 
اتسمت الأوبئة السابقة بانتشار النشاط على مدى أشهر. عندما ينخفض مستوى نشاط الوباء فان الاتصالات والاجراءات التنسيقية العاجلة يجب أن تتم لمنع حدوث الوباء مرى أخرى. عادة ما يفصل بين الموجات الوبائية لإحدى الأمراض بشهور.  
في فترة ما بعد الجائحة، يعود نشاط الإنفلونزا إلى المستويات المعتادة خلال الإنفلونزا الموسمية. ومن المتوقع أن الفيروس الوبائي سوف يتصر كما يتصرف فيروس الاتفلونزا العادية، في هذه المرحلة من المهمة الحفاظ على مراقبة وتحديث خطط التأهب والاستجابة للوباء. قد يكون هنالك حاجة إلى مرحلة مكثفة من الانتعاش والتصحيح. 

## الاستعدادات الحكومية لجائحةإتش 5 إن 1محتملة (2003-2009)
وفقًا إلى نيويورك تايمز، فإنه وبحلول شهر مارس من عام 2006، «أنفقت الحكومات حول العالم المليارات من أجل التخطيط لمواجهة جائحة إنفلونزا محتملة، وذلك: بشراء العقاقير، إقامات التدريبات للتصدي للكوارث، وتطوير استراتجيات التي من شأنها جعلت ضوابط حدود الدول أكثر تشددًّا» وذلك بسبب تهديد إتش 5 إن 1. 
سويًّا، تُتخذ الخطوات اللازمة للتقليل من المخاطر المستقبلية لانتشار الفيروس بين الحيوانات، ولتقليل مخاطر انتشار العدوى بين البشر، وأيضًا لدعم الخطط والتأهب للتصدي لأي جائحة محتملة. 
 تقوم كل من وكالة الماسح الجيولوجي الأمريكي، المركز الأمريكي لصحة الحياة البرية الوطنية، مراكز مكافحة الأمراض واتقائها، المركز الأوروبي لمكافحة الأمراض واتقائها، ومنظمة الصحة العالمية، والمفوضية الأوروبية، ومركز الإنفلونزا الوطني، وآخرون بتنسيق متبادل لمراقبة موقعية وتحليلية لحالات تفشي إنفلونزا الطيور في الإنسان والحيوان. 

### الأمم المتّحدة
في سبتمبر من العام 2005، حذّر دايفيد نابارو، قيادي في صحة الأمم المتحدة، من تفشي متوقع لإنفلونزا الطيور ووفيات محتملة لحوالي 5 إلى 150 مليون شخص. 

### منظّمة الصّحة العالمية
إيمانًا بأن العالم أصبح أقرب من أي وقت مضى منذ عام 1968 للتعرض لجائحة إنفلونزا أخرى، وبعدما قامت الجائحات الثلاث باكتساح العالم في أواخر القرن الـ20، قامت منظمة الصحة العالمية بتطوير توجيهات للتأهب والاستجابة لجائحة إنفلونزا مرتقبة. تظم خطة مارس 2005: إرشادات للأدوار والمسؤوليات فيما يتعلق بحالة التأهب والاستجابة، ومعلومات عن مراحل الجائحة، وأعمال موصى بها قبل، خلال، وبعد الجائحة. 

### الولايات المتّحدة
الجهود التي تبذلها الحكومة الفيدرالية للتحضير لمواجهة الأنفلونزا الجائحة على المستوى الوطني تشمل مبادرة بـ 100 مليون دولار من وزارة الصحة والخدمات البشرية في عام 2003 لبناء منظومة إنتاج الـلقاح في الولايات المتحدة . إن العديد من الوكالات الدارجة تحت وزارة الصحة والخدمات البشرية (DHHS) - بما في ذلك مكتب الأمين، وإدارة الغذاء والدواء، ومراكز مكافحة الأمراض واتقائها، والمعهد الوطني للحساسية والأمراض المعدية - هي في صدد العمل مع صانعي اللقاحات لتسهيل إنتاج لقاح تجريبي لكلا H5N1 وسلالات H9N2، وكذلك بصدد القيام بالتعاقد على تصنيع مليوني جرعة من لقاح H5N1. إن هذا الإنتاج للقاح H5N1 من شأنه توفير اختبارا تجريبيًا حاسمًا في نظام اللقاح المضاد للجائحة؛ كما سيتم استخدامه لتجارب سريرية لتقييم الجرعة والمناعية، وأيضًا من شأنه أن يكون اللقاح الأولي لاستخدامه في وقت مبكر في حال حدوث جائحة. 
كل ولاية وإقليم في الولايات المتحدة لديها خطة محددة للتصدي لجائحة إنفلونزا والتي تغطي إنفلونزا الطيور، إنفلونزا الخنازير (H1N1) وأوبئة الأنفلونزا الأخرى المحتملة. خطط الدولة المشتركة مع محرك بحث مهني ذو صلة بابحاث وسياسات، وخطط متعلقة بالإنفلونزا، ويتوفر في البوابة الحالية: http://pandemicflusearch.net
في 26 آب 2004، أصدر وزير الصحة والخدمات الإنسانية، تومي تومسون، مشروع خطة الاستجابة والتأهب لجائحة الأنفلونزا ، والذي من شأنه وضع وتنسيق الخطوط العريضة الاستراتيجية الوطنية للتأهب والاستجابة لجائحة الإنفلونزا. تم قبول الأراء العامة لمدة 60 يوما. 
 في خطاب أمام الجمعية العامة للأمم المتحدة، في 14 سبتمبر 2005، أعلن الرئيس جورج دبليو بوش إنشاء الشراكة الدولية بشأن إنفلونزا وجائحة الطيور. الشراكة تجمع الدول والمنظمات الدولية لتحسين الاستعداد العالمي من حيث: 
- رفع مستوى القضية في الأجندات الوطنية؛
- تنسيق الجهود بين الدول المانحة والمتضررة؛
- تعبئة وحشد الموارد؛
- زيادة الشفافية في ترصد  الأمراض والإبلاغ عنها؛
- بناء القدرات لتحديد واحتواء، بالإضافة إلى الاستجابة لجائحة الإنفلونزا.

وفي 5 أكتوبر 2005، قام أعضاء مجلس الشيوخ الديمقراطي هاري ريد، إيفان بايه، ديك دوربين، تيد كنيدي، باراك أوباما، وتوم هاركين بإدخال مرسوم التأهب والاستجابة للجائحة في المجلس مقترحا التعامل مع تفش محتمل. 
 في يوم 27 أكتوبر عام 2005، منحت وزارة الصحة والخدمات الإنسانية عقد بـ 62.5 مليون دولار لشركة تشيرون لصنع لقاح إنفلونزا الطيور والمصمَّم للحماية ضد سلالة H5N1 من فيروس الأنفلونزا. هذا العمل يتبع منح عقد بـ 100 مليون دولار لشركة سانوفي باستور، المتخصصة في أعمال اللقاحات في مجموعة سانوفي، وذلك من أجل عمل لقاح لإنفلونزا الطيور. 
 في أكتوبر 2005، حث الرئيس بوش الشركات المنتجة للقاحات إنفلونزا الطيور لزيادة إنتاجها. 
 في 1 نوفمبر 2005، كشف الرئيس بوش عن الاستراتيجية الوطنية للحماية ضد خطر جائحة الإنفلونزا. كما قدم طلب للكونغرس بـ 7.1 مليار دولار لبدء تنفيذ الخطة. ويتضمن الطلب 251 مليون دولار لكشف واحتواء التفشيات قبل أن تنتشر في جميع أنحاء العالم؛ 2.8 مليار دولار لتسريع تطوير تكنولوجيا زراعة الخلايا ؛ 800 مليون دولار لتطوير علاجات ولقاحات جديدة. 1.519 مليار دولار لإدارتي الصحة والخدمات البشرية (HHS) والدفاع لشراء لقاحات الأنفلونزا؛ 1.029 مليار دولار لتخزين الأدوية المضادة للفيروسات. و644 مليون دولار لضمان أن تكون جميع مستويات الحكومة مستعدة للاستجابة لتفشي جائحة.  
في 6 مارس 2006، قال مايك ليفيت وزير الصحة والخدمات الإنسانية، بأن وكالات الصحة في الولايات المتحدة سوف تستمر بتطوير بدائل للقاح والتي من شأنها الحماية ضد فيروس إنفلونزا الطيور المتطور. 
إن حكومة الولايات المتحدة، تستعد لاحتمالية أن الطيور المهاجرة قد تحمل السلالة القاتلة من فيروس إنفلونزا الطيور إلى أمريكا الشمالية، وتخطط لاختبار ما يقرب من ثمانية أضعاف الطيور البرية ابتداءً من أبريل 2006 حيث تم اختبارها في العقد الماضي.  
في 8 مارس 2006، قال الدكتور ديفيد نابارو، آنف الذكر وأحد كبار منسقي الأمم المتحدة لإنفلونزا الطيور والبشر، أن بالنظر إلى أنماط طيران الطيور البرية التي تقوم بنشر إنفلونزا الطيور من آسيا إلى أوروبا وأفريقيا، فإن الطيور المصابة بفيروس H5N1 قد تصل إلى الأمريكتين في غضون ستة أشهر إلى 12 شهرًا. 
«5 يوليو 2006 (CIDRAP نيوز) - في معلومات مستكملة عن جهود التأهب لمواجهة الأنفلونزا الجائحة، قالت الحكومة الاتحادية الاسبوع الماضي انها خزنت لقاحات ضد فيروس H5N1 المسبب لأنفلونزا الطيور تكفي لتطعيم حوالي 4 ملايين شخص وما يكفي من الأدوية المضادة للفيروسات لعلاج حوالي 6.3 مليون نسمة». 

### كندا
تتبع وكالة الصحة العامة في كندا فئات منظمة الصحة العالمية، ولكنها توسعت عنهم.  دَفَع ذُعر أنفلونزا الطيور عام 2006 الوكالة الكندية للصحة العامة لإطلاق خطة محدثة لمواجهة الأنفلونزا الجائحة لمسؤولي الصحة. تم إنشاء هذه الوثيقة لمعالجة القلق المتزايد بشأن المخاطر التي يواجهها مسؤولو الصحة العامة عند تعرضهم للمرضى أو الموتى. 

### ماليزيا
منذ اندلاع فيروس نيباه في عام 1999، وضعت وزارة الصحة الماليزية طرق وأساليب من شأنها جعل السكان الماليزيين أكثر حماية من خطر الأمراض المعدية. وكانت ماليزيا على استعداد تام أثناء حالة الالـتهاب رئوي لانمطي حاد (سارس) (ان ماليزيا لم تكن بلدًا متضررًا من SARS) وكانت على استعداد أيضًا في حالة اندلاع إتش 5 إن 1 (إنفلونزا الطيور) في عام 2004. 
وقد وضعت السياسة الماليزية خطة وطنية للتأهب لجائحة الأنفلونزا (NIPPP) التي هي بمثابة دليل زمني لخطة التأهب والاستجابة لوباء الأنفلونزا. إنها توفر الإطار السياسي والاستراتيجي للاستجابة متعددة القطاعات وتحتوي على الإرشادات والإجراءات المحددة التي ينبغي اتخاذها من قبل وزارة الصحة على مختلف المستويات والدوائر الحكومية الأخرى والهيئات والمنظمات غير الحكومية للتأكد من أن الموارد تتم تعبتئها واستخدامها بشكل أكثر كفاءة قبل وأثناء وبعد وقت حدوث الجائحة. 